# Pómpilo
En la mitología griega, Pómpilo (en griego Πομπίλος "pez piloto") es el nombre de un navegante que fue transformado en pez piloto por el dios Apolo.
Ocírroe (en griego Ὠκυρόη "la de fluir rápido"), una ninfa de la isla de Samos, viajó a la cercana ciudad de Mileto para asistir a una fiesta en honor de Ártemis. Allí Apolo se enamoró de ella y Ocírroe, temiendo ser raptada por el dios, pidió a Pómpilo, un marino amigo de su padre, que la trasladara de vuelta a la isla de Samos. Pómpilo consintió, pero no sirvió de nada. Apolo raptó finalmente a Ocírroe y, como castigo, convirtió a Pómpilo en el pez piloto (Naucrates ductor L.), llamado así porque acostumbra a nadar delante de los barcos y los tiburones.
El mito de Pómpilo y Ocírroe es referido por Apolonio de Rodas en su obra perdida La fundación de Naucratis (según refiere Ateneo, Deipnosofistas 7.19) y por Eliano en Sobre los animales 15.23.
Páncrates de Arcadia en su Haléutica afirma que el pómpilo o pez piloto es sagrado en honor a Posidón y a los dioses de Samotracia, y que por eso no debe comerse, como hizo con resultados fatales un pescador llamado Epopeo. También que es enemigo del delfín.